# Пату
Пату (итал. Patù) је насеље у Италији у округу Лече, региону Апулија.
Према процени из 2011. у насељу је живело 1473 становника. Насеље се налази на надморској висини од 122 м.

## Географија
| Клима (Пату)               | Клима (Пату) | Клима (Пату) | Клима (Пату) | Клима (Пату) | Клима (Пату) | Клима (Пату) | Клима (Пату) | Клима (Пату) | Клима (Пату) | Клима (Пату) | Клима (Пату) | Клима (Пату) | Клима (Пату) |
| Показатељ \ Месец          | .Јан.        | .Феб.        | .Мар.        | .Апр.        | .Мај.        | .Јун.        | .Јул.        | .Авг.        | .Сеп.        | .Окт.        | .Нов.        | .Дец.        | .Год.        |
| -------------------------- | ------------ | ------------ | ------------ | ------------ | ------------ | ------------ | ------------ | ------------ | ------------ | ------------ | ------------ | ------------ | ------------ |
| Средњи максимум, °C (°F)   | 12,4 (54,3)  | 13,0 (55,4)  | 14,8 (58,6)  | 18,1 (64,6)  | 22,6 (72,7)  | 27,0 (80,6)  | 29,8 (85,6)  | 30,0 (86)    | 26,4 (79,5)  | 21,7 (71,1)  | 17,4 (63,3)  | 14,1 (57,4)  | 30 (86)      |
| Средњи минимум, °C (°F)    | 5,6 (42,1)   | 5,8 (42,4)   | 7,3 (45,1)   | 9,6 (49,3)   | 13,3 (55,9)  | 17,2 (63)    | 19,8 (67,6)  | 20,1 (68,2)  | 17,4 (63,3)  | 13,7 (56,7)  | 10,1 (50,2)  | 7,3 (45,1)   | 5,6 (42,1)   |
| Количина падавина, mm (in) | 80 (31,5)    | 60 (23,6)    | 70 (27,6)    | 40 (15,7)    | 29 (11,4)    | 21 (8,3)     | 14 (5,5)     | 21 (8,3)     | 53 (20,9)    | 96 (37,8)    | 109 (42,9)   | 83 (32,7)    | 676 (266,2)  |
| [ тражи се извор ]         |              |              |              |              |              |              |              |              |              |              |              |              |              |

## Становништво
| 1931. | 1936. | 1951. | 1961. | 1971. | 1981. | 1991. | 2001. | 2011. |
| ----- | ----- | ----- | ----- | ----- | ----- | ----- | ----- | ----- |
| 1.335 | 1.364 | 1.503 | 1.555 | 1.533 | 1.608 | 1.696 | 1.747 | 1.721 |